# Zeng Gong

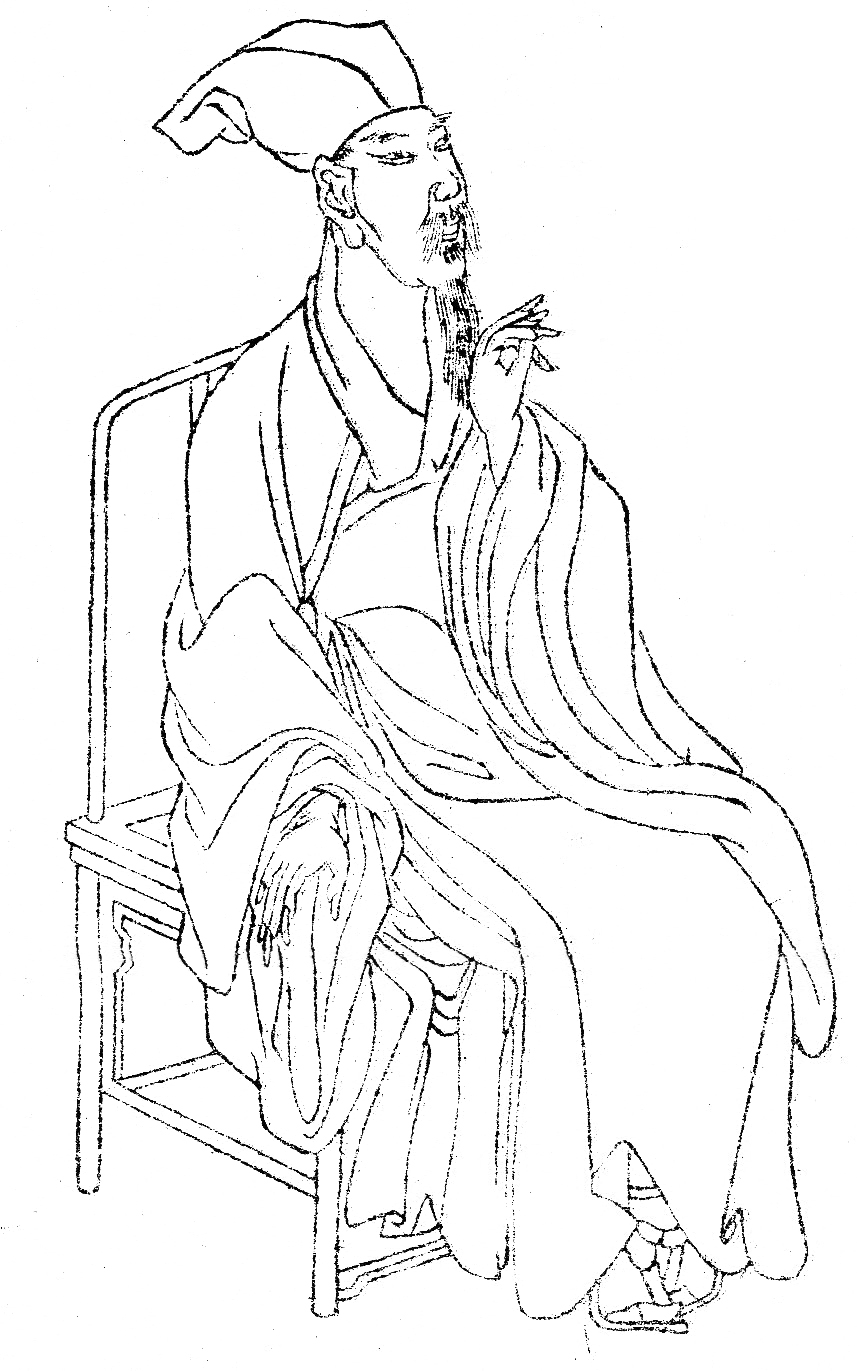
Zeng Gong

Zeng Gong (Chinees: 曾鞏;pinyin: Zēng Gǒng, 1019–1083),omgangsnaam Zigu (子固), postume naam Wending (文定), was een Chinese historicus, essayist, politicus, en schrijver van de Song-dynastie in China. Hij was supporter van de Beweging voor het oude proza en wordt door latere geleerden gezien als een van de Acht grote meesters van Tang en Song. 

## Biografie
Zeng Gong werd geboren in Nanfeng, Jianchang (nu Fuzhou (Jiangxi). Aan hem wordt Liulun (Chinees: 六論, Nederlands: “Zes argumenten") toegeschreven. Hij zou het al op 12-jarige leeftijd geschreven hebben. Het werk werd door Ouyang Xiu, een van de intellectuele leiders uit die tijd, geprezen Zo werd Zeng Gong een bekende in literaire kringen.   
In 1037, toen hij achttien jaar was, verhuisde hij naar Yushan (玉山縣, nu Shangrao, Jiangxi) om zijn vader Zeng Yizhan (曾易占), die daar als magistraat was benoemd, te vergezellen. Hij reisde veel door Yushan, en schreef You Xinzhou Yushan Xiaoyan Ji (遊信州玉山小岩記). Het werk werd verdeeld in vijf secties: De geografie, grotten, rotsen, enzovoorts. Hieruit bleek zijn jeugdige verbeeldingskracht en literaire talent. 
In zijn twintiger jaren reisde Zeng Gong veel door China. Hij raakte bevriend met hervormer Wang Anshi en zou hem later voorstellen aan Ouyang Xiu. 
In 1057 slaagde Zeng Gong voor het Jinshi-examen. Hij werd benoemd op een militaire post in de provincie. Het jaar daarop werd hij teruggeroepen naar de hoofdstad en diende op het departement van geschiedenis. Hij verzamelde documenten en stelde die op. Van af 1069 werd hij achtereenvolgens benoemd tot hoofd van Qizhou (齊州), Xiangzhou (襄州), Hongzhou, Fuzhou, Mingzhou (明州) en Bozhou. 
In 1080 op weg naar een nieuwe benoeming in Cangzhou  werd Geng audiëntie verleend bij keizer Song Shenzong. De keizer was onder de indruk en stond Zeng toe in de hoofdstad te blijven en te werken aan aan de Vijf Dynastieën en Tien Koninkrijken periode. Zen Gong werd gepromoveerd tot Hulp van de Meester van Schrijven (中書舍人) in 1082. Hij stierf het jaar daarop in Jiankang. De nieuwe keizer Song Lizong stond de postume naam "Wending" (文定) toe.
Zeng Gong schreef ongeveer vierhonderd gedichten en een aantal essays. Zijn prozastijl is meestal eerder redenerend dan argumentatief. Politiek was hij een volgeling van Ouyang Xiu.
- Bibsys: 13023303
- Bibliothèque nationale de France: cb169794964 (data)
- CiNii: DA08104815
- Gemeinsame Normdatei: 141290447
- International Standard Name Identifier: 0000 0000 8453 4712
- Library of Congress Control Number: n84008897
- National Central Library: 002196294
- Nationale Bibliotheek van Tsjechië: jx20140512009
- Nationale bibliotheek van Australië: 36624612
- Nationale Bibliotheek van Israël: 987007345864905171
- Nederlandse Thesaurus van Auteursnamen: 142696536
- Système universitaire de documentation: 15021510X
- Trove: 1339909
- Virtual International Authority File: 77705023
- WorldCat: E39PBJkp9ktPqCgKxTqHBmyTpP